# The Texas Chainsaw Massacre (computerspel)
The Texas Chainsaw Massacre is een computerspel gebaseerd op de film met dezelfde naam, uitgebracht op 14 maart 1983 door Wizard Video Games voor de Atari 2600. Het spel was ontwikkeld door VSS.

## Gameplay
De speler neemt de rol aan van de antagonist van de gelijknamige film: Leatherface en probeert om moorden te plegen met zijn kettingzaag terwijl hij obstakels moet ontwijken zoals hekken, rolstoelen en koeienschedels. Elk vermoord slachtoffer is 1000 punten waard. De speler krijgt brandstof voor elke 5000 punten. De speler verliest één leven wanneer de kettingzaag geen brandstof meer heeft en verliest wanneer de laatste tank van brandstof op is.